# حسن‌آباد خان‌قلی
حسن‌آباد خان‌قلی یا حسین‌آباد خان‌قلی روستایی در دهستان دادین بخش جره و بالاده شهرستان کازرون استان فارس ایران است.

## نام روستا
نام روستا از نام یکی از بزرگان روستا بنام«حسین مرادی» گرفته شده. مردم روستا تابستان را در منطقه ییلاقی خود که روستای شهید مرادی شیراز است، می گذرانند و در اواسط پاییز جهت کشاورزی و زراعت به گرمسیر باز می گردند. تمام اهالی ترک قشقایی و از تیره عمله فارسیمدان هستند.

## جمعیت
بر پایه سرشماری عمومی نفوس و مسکن در سال ۱۳۹۵ جمعیت این روستا ۲۰۳ نفر (۵۸خانوار) بوده‌است.